# Karl (Funkgerät)
Karl war der Deckname eines von der deutschen Luftwaffe und der Kriegsmarine im Zweiten Weltkrieg eingesetzten Funkmessstörsenders (FuMS). Die damalige authentische Schreibweise war „Funkmeßstörsender“. Seine eigentliche Kurzbezeichnung war FuMS 3. Er stellt ein frühes Mittel der elektronischen Kampfführung dar.

## Geschichte
Störsender wurden von der Wehrmacht eingesetzt, um gegnerische Funkmessgeräte (FuMG) beziehungsweise Funkmessortungsgeräte (FuMO) – heute nennt man sie Radargeräte – mithilfe aktiv abgestrahlter Hochfrequenzsignale (HF-Signale) elektromagnetisch zu stören.
Karl war vom Reichspostzentralamt (RPZ) des Reichspostministerium mit Sitz in Berlin-Tempelhof entwickelt worden. Die Ausgangsleistung betrug 450 W und Karl deckte den Frequenzbereich von 170 bis 220 MHz ab, entsprechend einem Wellenlängenbereich von 1,36 bis 1,76 m.